# کریستینا تارگا

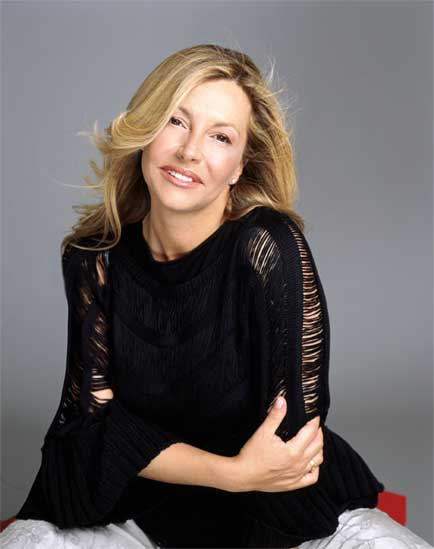
Cristina Tárrega

کریستینا تارگا (والنسیا، ۱۹۶۸) یک مجری تلویزیون اسپانیایی است. او روزنامه‌نگاری خواند و در رادیو شروع به کار کرد. او در سال ۱۹۹۹ با بازیکن فوتبال مامی کوودو ازدواج کرد و صاحب یک پسر شدند.

## رادیو
- رادیو بین قاره ای
- 40 زنجیره برتر
- اوندا سرو
- رشته شماره‌گیری، عصایی که داخلش حمل می‌کنی (۱۹۹۴)
- کادنا سر, باعث افتخار منه.

## تلویزیون
- ۱۹۹۵: برنامه گاوبازی در کانال +
- ۱۹۹۵: در خانه با رافائلا با رافائلا کارا، تله‌سینکو
- ۱۹۹۷–۱۹۹۹: تنها در شهر، تلمادرید
- ۱۹۹۹: کریستینا، دوست من، آنتنا ۳
- ۱۹۹۹ :معمولی‌ها به کارگردانی ژسوس هرمیدا،آنتن ۳
- ۱۹۹۹: چکرز پوکر، آنتنا ۳
- ۱۹۹۹: کرونیکاس مارسیاناس، Telecinco
- ۲۰۰۰: بیایید واضح صحبت کنیم، کانال سور
- ۲۰۰۰: چه گرم، کانال سور
- ۲۰۰۰–۲۰۰۱: مناظره باز، کانال نو
- ۲۰۰۳: روز به روز به کارگردانی ماریا ترزا کامپوس لوکه، Telecinco
- ۲۰۰۳: با نگاهی به دریا، آنتنا ۳
- ۲۰۰۴ :هر روز، اثر ماریا ترزا کامپوس، آنتنا ۳
- ۲۰۰۵: زندگی کن، تلمادرید
- ۲۰۰۶–۲۰۰۸: قلمرو کومانچ، تلمادرید
- ۲۰۰۷–۲۰۰۸: مردم تارگا، کانال ۹

## فیلم‌ها
- تورنته ۲: مأموریت در ماربیا، اثر سانتیاگو سگورا، ۲۰۰۱